# Silas Chatard
Silas Chatard, né le 13 décembre 1834 à Baltimore et mort le 7 septembre 1918 à Indianapolis, est un prélat catholique américain. Il est l'évêque d'Indianapolis de 1898 à 1918. 

## Biographie
Chatard naît le 13 décembre 1834 à Baltimore, dans le Maryland. Son père ainsi que son grand-père paternel sont tous deux originaires de Saint-Domingue dans les Caraïbes. 
Ayant été élevé au sein d'une famille éminente, Chatard se rend à l'université Mount St. Mary's, ainsi qu'à l'École de médecine de l'université du Maryland, puis obtient un doctorat en médecine. 
Peu de temps après, se sentant appelé à la prêtrise, Chatard se rend au Collège pontifical urbain pour la Propagation de la foi à Rome. Il est ordonné prêtre le 14 juin 1862, puis reçoit un doctorat en théologie l'année suivante. Suite à son ordination, Chatard devient vice-recteur du Collège pontifical nord-américain de Rome. En 1868, il devient le recteur du Collège. Tandis qu'il est recteur se tint le Premier concile œcuménique du Vatican, et il peut rencontrer nombre d'évêques américains demeurant au sein du collège romain. Chatard, apparemment, est un favori du pape Pie IX. 
Le 26 mars 1878, Chatard est nommé évêque du diocèse de Vincennes, en Indiana. Lors de sa consécration à Rome le 14 juin 1878, il échange son premier et deuxième prénom, devenant Francis Chatard. Il est installé au sein de la basilique Saint-François-Xavier de Vincennes le 11 août 1878 puis se rendt presque immédiatement à Indianapolis, y arrivant le 17 août 1878. Son prédécesseur, l'évêque Maurice de Saint-Palais, reconnait qu'Indianapolis était devenue une cité majeure, mais diffère la décision de déplacer le siège du diocèse de son successeur. 
En 1883, on dit que Chatard est « le prêtre le plus érudit d'Amérique » et la rumeur selon laquelle il serait le nouvel archevêque de Philadelphie se répandit. Cette nomination n'a jamais lieu, pour des raisons inconnues. Cependant, Chatard a un certain impact sur l'Église américaine. Il s'aligne sur l'aile la plus conservative de l'Église, menée par Michael Corrigan.
Lorsqu'il est évêque, Chatard supervise le mouvement de l'évêché du diocèse de Vincennes à Indianapolis en 1898. Il établit son siège épiscopal à l'église Saint-Jean-l'Évangéliste d'Indianapolis, dont elle est la proto-cathédrale du diocèse d'Indianapolis de 1878 à 1906, lorsque la cathédrale Saints-Pierre-et-Paul d'Indianapolis est érigée,. Suite à cela, il est nommé premier évêque du nouvellement renommé archidiocèse d'Indianapolis. Il demanda à Marie-Thérèse Mug de rédiger la biographie de Théodore Guérin. La guérison miraculeuse de Marie-Thérèse Mug devint également le premier miracle reconnu par le Saint-Siège en faveur de la canonisation de Théodore Guérin. 
En janvier 1899, il est victime d'un accident vasculaire cérébral, dont il ne s'est jamais totalement rétabli. Avant son décès le 7 septembre 1918, à l'âge de 83 ans, il avait énormément changé le visage de l'Église catholique en Indiana. Lorsqu'il était en fonction, le nombre de fidèles catholiques était passé de 80 000 à 130 000. Son corps a été enterré au sein de la crypte de Cathédrale Saints-Pierre-et-Paul d'Indianapolis. Le 8 juin 1976, les restes de l'évêque Chatard ont été transférés de la cathédrale au cimetière du Calvaire, Chapel Mausoleum, Indianapolis.
Le diocèse d'Indianapolis se scinda en 1944. L'ancien siège épiscopal de Vincennes devint partie intégrante du nouveau diocèse d'Evansville, et celui d'Indianapolis devint archidiocèse. 